# Scaptodrosophila xanthorrhoeae
Scaptodrosophila xanthorrhoeae är en tvåvingeart som först beskrevs av Bock 1984.  Scaptodrosophila xanthorrhoeae ingår i släktet Scaptodrosophila och familjen daggflugor. Inga underarter finns listade i Catalogue of Life.